# Lesenice
Lesenice (in ungherese Leszenye) è un comune della Slovacchia facente parte del distretto di Veľký Krtíš, nella regione di Banská Bystrica.